# Johannes Benkner
Johannes Benkner (d. 11 iulie 1565) a fost jude primar al Brașovului, cunoscut mai ales ca sprijinitor al diaconului Coresi, autorul primelor cărți tipărite în limba română. Tatăl său, Johannes Benkner cel Bătrân, a fost de asemenea jude al Brașovului și este cunoscut ca destinatar al Scrisorii lui Neacșu din Câmpulung.

## Legături externe
- de Eugen von Trauschenfels: Johann Benkner, articol din: Allgemeine Deutsche Biographie (ADB). Volumul 2, Leipzig, 1875, p. 336–337.
- Familia Benkner, 28 octombrie 2008, Mihai Sorin Rădulescu, Ziarul de Duminică

 Acest articol despre un subiect legat de  istoria României este deocamdată un ciot. Puteți ajuta Wikipedia prin completarea sa.

1. ↑  Autoritatea BnF, accesat în 18 iunie 2024